# Astorga (Croazia)
Astorga, scoglio Astorga o Sturago (in croato Sturag) è un isolotto disabitato della Croazia, situato lungo la costa occidentale dell'Istria, a sud del canale di Leme.
Amministrativamente appartiene alla città di Rovigno, nella regione istriana.

## Geografia
Astorga si trova a sudovest del porto di Rovigno (luka Rovinj) e a sud del promontorio di Montauro (Zlatni rt) e di punta Corrente (rt Kurent). Nel punto più ravvicinato dista 1,27 km dalla terraferma e poco più di 290 m dall'isola di Maschin.
Astorga è un isolotto a forma di goccia, con la parte più stretta che punta verso ovest, che misura 235 m di lunghezza e 155 m di larghezza massima. Ha una superficie di 0,0225 km² e uno sviluppo costiero di 0,615 km.

### Isole adiacenti
- Isola di Sant'Andrea (Sveti Andrija), isolotto a nord di Astorga.
- Maschin (Maškin), isolotto a sud di Sant'Andrea, collegato ad esso da una strada rialzata.
- Scoglio di Montauro (Muntrav), piccolo scoglio situato a nord di Sant'Andrea.
- Scoglio del Samier (Samer), altro scoglio poco a sud del precedente.
- Scoglio Piroso Grande (Veli Piruzi), isolotto a est di Sant'Andrea.
- Scoglio Piroso Piccolo (Mali Piruzi), scoglio gemello del precedente, situato poco più a nordovest.
- San Giovanni (Sveti Ivan), isolotto a sud di Astorga con una forte strozzatura al centro.
- San Giovanni in Pelago (Sveti Ivan na Pučini), scoglio a sud di San Giovanni su cui si trova un faro.

### Cartografia
- (HR) Mappa topografica della Croazia 1:25000, su preglednik.arkod.hr.